# Роли Хилс (Орегон)
Роли Хилс (енгл. Raleigh Hills) насељено је место без административног статуса у америчкој савезној држави Орегон.

## Демографија
По попису из 2010. године број становника је 5.896, што је 31 (0,5%) становника више него 2000. године.
| Група             | 2000.         | 2010.         |
| Белци             | 5.168 (88,1%) | 5.001 (84,8%) |
| Афроамериканци    | 58 (1,0%)     | 73 (1,2%)     |
| Азијати           | 182 (3,1%)    | 203 (3,4%)    |
| Хиспаноамериканци | 337 (5,7%)    | 397 (6,7%)    |
| Укупно            | 5.865         | 5.896         |